# Trofeo Joan Gamper
El Trofeo Joan Gamper (llamado originalmente Trofeo Juan Gamper) es un torneo de verano de fútbol que organiza el Fútbol Club Barcelona anualmente dedicado a la memoria de Joan Gamper. Este torneo comenzó en 1966 gracias a la iniciativa de Enric Llaudet, por entonces presidente del club. Se disputa en el Estadio Camp Nou durante la segunda quincena del mes de agosto, con el objetivo de presentar la plantilla del F. C. Barcelona ante su público con vistas a la temporada que comienza. Excepcionalmente, las ediciones de 1990, 1996, 2023 y 2024 se disputaron en el Estadio de Montjuic por estar sujeto a reformas el estadio del organizador. La edición de 2021 se disputó en el Estadi Johan Cruyff como recomendación de la Generalidad de Cataluña a raíz de la pandemia ocasionada por Covid-19.
Con el correr del tiempo se ha ido modificando el formato de juego; hasta 1996 consistía en un cuadrangular, en el cual se disputaban dos semifinales y el partido final, más el encuentro por el tercer puesto. Sin embargo desde 1997 el club decidió acortar la duración del torneo, disputándose a un único partido, dada la saturación del calendario durante la pretemporada.
El trofeo propiamente dicho está construido en plata de ley (alrededor de 800 gramos), 10 kilos de mármol para la base y 5 micras de oro para el acabado.
En 1975 el trofeo cambia de nombre al catalanizarse «Juan» por Joan y ya en 1976 se estrena la denominación nueva.
En 1982, el S. C. Internacional se convirtió en el primer equipo extraeuropeo ganador del torneo, y único en todas las ediciones disputadas. 
El Valencia C. F., el C. D. Tenerife, el RKV Malinas, el F. C. Porto y el A. S. Mónaco (ordenados según su clasificación histórica en el torneo) son los únicos equipos que han ganado la única edición que han disputado. Todos ellos salvo El Mónaco tras ganar los dos partidos disputados en formato cuadrangular. No hay ningún equipo que haya jugado más de un torneo y los haya ganado todos.
El actual Trofeo Joan Gamper tiene un precedente en la Copa Gamper, un torneo que el club instituyó en 1913 en homenaje al fundador del club, tras dejar la presidencia. El torneo, que debía celebrarse anualmente en septiembre, solo se disputó ese año, con victoria del F. C. Barcelona sobre el Internacional F. C. por 4-1.
Lionel Messi es el máximo goleador en la historia de este trofeo con 9 tantos.

## Historial
| Edición | Año  | Campeón               | Resultado        | Subcampeón              | Tercero                    | Cuarto                  |
| ------- | ---- | --------------------- | ---------------- | ----------------------- | -------------------------- | ----------------------- |
| 1       | 1966 | F. C. Barcelona       | 3 - 1            | F. C. Colonia           | R. S. C. Anderlecht        | F. C. Nantes            |
| 2       | 1967 | F. C. Barcelona       | 2 - 1            | Atlético de Madrid      | C. A. Boca Juniors         | F. C. Bayern Múnich     |
| 3       | 1968 | F. C. Barcelona       | 5 - 4            | C. R. Flamengo          | Athletic Club              | Werder Bremen           |
| 4       | 1969 | F. C. Barcelona       | 2 - 1            | Real Zaragoza           | Š. K. Slovan Bratislava    | Estudiantes L. P.       |
| 5       | 1970 | Újpest Dózsa S. C.    | 3 - 1            | F. C. Dinamo Moscú      | F. C. Barcelona            | F. C. Schalke 04        |
| 6       | 1971 | F. C. Barcelona       | 1 - 0            | C. A. Chacarita Juniors | Budapest Honvéd F. C.      | F. C. Bayern Múnich     |
| 7       | 1972 | B. Mönchengladbach    | 3 - 2            | CSKA Sofía              | F. C. Barcelona            | C. R. Vasco da Gama     |
| 8       | 1973 | F. C. Barcelona       | 2 - 2 (5 - 3 p.) | B. Mönchengladbach      | Deportivo Municipal        | C. A. San Lorenzo       |
| 9       | 1974 | F. C. Barcelona       | 4 - 1            | Rangers F. C.           | Athletic Club              | A. F. C. Ajax           |
| 10      | 1975 | F. C. Barcelona       | 2 - 1            | Feyenoord Róterdam      | F. C. Spartak Trnava       | Újpest Dózsa S. C.      |
| 11      | 1976 | F. C. Barcelona       | 2 - 0            | Eintracht Fráncfort     | A. C. Sparta Praga         | P. F. C. CSKA Moscú     |
| 12      | 1977 | F. C. Barcelona       | 4 - 1            | F. C. Schalke 04        | C. A. Boca Juniors         | Š. K. Slovan Bratislava |
| 13      | 1978 | F. C. Colonia         | 5 - 0            | S. K. Rapid Viena       | F. C. Barcelona            | Botafogo F. R.          |
| 14      | 1979 | F. C. Barcelona       | 3 - 2            | F. C. Colonia           | R. S. C. Anderlecht        | F. C. Zürich            |
| 15      | 1980 | F. C. Barcelona       | 2 - 1            | C. R. Vasco da Gama     | C. A. River Plate          | PSV Eindhoven           |
| 16      | 1981 | F. C. Colonia         | 4 - 0            | F. C. Barcelona         | C. R. Vasco da Gama        | Ipswich Town F. C.      |
| 17      | 1982 | S. C. Internacional   | 3 - 1            | Manchester City F. C.   | F. C. Barcelona            | F. C. Colonia           |
| 18      | 1983 | F. C. Barcelona       | 2 - 1            | Borussia Dortmund       | R. S. C. Anderlecht        | Nottingham Forest F. C. |
| 19      | 1984 | F. C. Barcelona       | 3 - 1            | F. C. Bayern Múnich     | C. A. Boca Juniors         | Aston Villa F. C.       |
| 20      | 1985 | F. C. Barcelona       | 3 - 1            | Hamburgo S. V.          | A. F. C. Ajax              | S. K. Rapid Viena       |
| 21      | 1986 | F. C. Barcelona       | 1 - 0            | PSV Eindhoven           | Tottenham Hotspur          | A. C. Milan             |
| 22      | 1987 | F. C. Porto           | 2 - 0            | F. C. Bayern Múnich     | F. C. Barcelona            | A. F. C. Ajax           |
| 23      | 1988 | F. C. Barcelona       | 3 - 1            | F. C. Steaua Bucarest   | C. A. Peñarol              | PSV Eindhoven           |
| 24      | 1989 | R. K. V. Malinas      | 2 - 1            | F. C. Sochaux           | F. C. Barcelona            | S. C. Internacional     |
| 25      | 1990 | F. C. Barcelona       | 3 - 1            | R. S. C. Anderlecht     | F. C. Spartak Moscú        | PSV Eindhoven           |
| 26      | 1991 | F. C. Barcelona       | 3 - 0            | Olympique de Marsella   | S. C. Internacional        | S. K. Rapid Viena       |
| 27      | 1992 | F. C. Barcelona       | 2 - 0            | Feyenoord Róterdam      | Brujas                     | CSKA Sofía              |
| 28      | 1993 | C. D. Tenerife        | 3 - 1            | F. C. Barcelona         | F. C. Girondins de Burdeos | Hajduk Split            |
| 29      | 1994 | Valencia C. F.        | 4 - 1            | F. C. Barcelona         | PSV Eindhoven              | Brescia                 |
| 30      | 1995 | F. C. Barcelona       | 5 - 1            | C. A. San Lorenzo       | Feyenoord Róterdam         | CSKA Sofía              |
| 31      | 1996 | F. C. Barcelona       | 2 - 1            | F. C. Internazionale    | R. S. C. Anderlecht        | C. A. San Lorenzo       |
| 32      | 1997 | F. C. Barcelona       | 2 - 2 (6 - 5 p.) | U. C. Sampdoria         | Solo se invitó 1 equipo    | Solo se invitó 1 equipo |
| 33      | 1998 | F. C. Barcelona       | 2 - 2 (5 - 4 p.) | Santos F. C.            | Solo se invitó 1 equipo    | Solo se invitó 1 equipo |
| 34      | 1999 | F. C. Barcelona       | 3 - 1            | Sporting de Lisboa      | Solo se invitó 1 equipo    | Solo se invitó 1 equipo |
| 35      | 2000 | F. C. Barcelona       | 2 - 1            | PSV Eindhoven           | Solo se invitó 1 equipo    | Solo se invitó 1 equipo |
| 36      | 2001 | F. C. Barcelona       | 3 - 2            | Parma A. C.             | Solo se invitó 1 equipo    | Solo se invitó 1 equipo |
| 37      | 2002 | F. C. Barcelona       | 1 - 0            | Estrella Roja           | Solo se invitó 1 equipo    | Solo se invitó 1 equipo |
| 38      | 2003 | F. C. Barcelona       | 1 - 1 (5 - 3 p.) | C. A. Boca Juniors      | Solo se invitó 1 equipo    | Solo se invitó 1 equipo |
| 39      | 2004 | F. C. Barcelona       | 2 - 1            | A. C. Milan             | Solo se invitó 1 equipo    | Solo se invitó 1 equipo |
| 40      | 2005 | Juventus F. C.        | 2 - 2 (4 - 2 p.) | F. C. Barcelona         | Solo se invitó 1 equipo    | Solo se invitó 1 equipo |
| 41      | 2006 | F. C. Barcelona       | 4 - 0            | F. C. Bayern Múnich     | Solo se invitó 1 equipo    | Solo se invitó 1 equipo |
| 42      | 2007 | F. C. Barcelona       | 5 - 0            | F. C. Inter de Milán    | Solo se invitó 1 equipo    | Solo se invitó 1 equipo |
| 43      | 2008 | F. C. Barcelona       | 2 - 1            | C. A. Boca Juniors      | Solo se invitó 1 equipo    | Solo se invitó 1 equipo |
| 44      | 2009 | Manchester City F. C. | 1 - 0            | F. C. Barcelona         | Solo se invitó 1 equipo    | Solo se invitó 1 equipo |
| 45      | 2010 | F. C. Barcelona       | 1 - 1 (3 - 1 p.) | A. C. Milan             | Solo se invitó 1 equipo    | Solo se invitó 1 equipo |
| 46      | 2011 | F. C. Barcelona       | 5 - 0            | S. S. C. Napoli         | Solo se invitó 1 equipo    | Solo se invitó 1 equipo |
| 47      | 2012 | U. C. Sampdoria       | 1 - 0            | F. C. Barcelona         | Solo se invitó 1 equipo    | Solo se invitó 1 equipo |
| 48      | 2013 | F. C. Barcelona       | 8 - 0            | Santos F. C.            | Solo se invitó 1 equipo    | Solo se invitó 1 equipo |
| 49      | 2014 | F. C. Barcelona       | 6 - 0            | León                    | Solo se invitó 1 equipo    | Solo se invitó 1 equipo |
| 50      | 2015 | F. C. Barcelona       | 3 - 0            | A. S. Roma              | Solo se invitó 1 equipo    | Solo se invitó 1 equipo |
| 51      | 2016 | F. C. Barcelona       | 3 - 2            | U. C. Sampdoria         | Solo se invitó 1 equipo    | Solo se invitó 1 equipo |
| 52      | 2017 | F. C. Barcelona       | 5 - 0            | Chapecoense             | Solo se invitó 1 equipo    | Solo se invitó 1 equipo |
| 53      | 2018 | F. C. Barcelona       | 3 - 0            | C. A. Boca Juniors      | Solo se invitó 1 equipo    | Solo se invitó 1 equipo |
| 54      | 2019 | F. C. Barcelona       | 2 - 1            | Arsenal F. C.           | Solo se invitó 1 equipo    | Solo se invitó 1 equipo |
| 55      | 2020 | F. C. Barcelona       | 1 - 0            | Elche C. F.             | Solo se invitó 1 equipo    | Solo se invitó 1 equipo |
| 56      | 2021 | F. C. Barcelona       | 3 - 0            | Juventus F. C.          | Solo se invitó 1 equipo    | Solo se invitó 1 equipo |
| 57      | 2022 | F. C. Barcelona       | 6 - 0            | Pumas UNAM              |                            |                         |
| 58      | 2023 | F. C. Barcelona       | 4 - 2            | Tottenham Hotspur       |                            |                         |
| 59      | 2024 | A. S. Mónaco          | 3 - 0            | F. C. Barcelona         |                            |                         |
| 60      | 2025 | F. C. Barcelona       | 5 - 0            | Como 1907               |                            |                         |

## Palmarés

### Masculino
| Equipo              | Campeón | Segundo | Tercero | Cuarto | Total |
| ------------------- | ------- | ------- | ------- | ------ | ----- |
| Barcelona           | 47      | 7       | 6       | —      | 60    |
| Colonia             | 2       | 2       | —       | 1      | 5     |
| Sampdoria           | 1       | 2       | —       | —      | 3     |
| Juventus            | 1       | 1       | —       | —      | 2     |
| Manchester City     | 1       | 1       | —       | —      | 2     |
| Mönchengladbach     | 1       | 1       | —       | —      | 2     |
| Internacional       | 1       | —       | 1       | 1      | 3     |
| Újpest              | 1       | —       | —       | 1      | 2     |
| Malinas             | 1       | —       | —       | —      | 1     |
| Porto               | 1       | —       | —       | —      | 1     |
| Tenerife            | 1       | —       | —       | —      | 1     |
| Valencia            | 1       | —       | —       | —      | 1     |
| Mónaco              | 1       | —       | —       | —      | 1     |
| Boca Juniors        | —       | 3       | 3       | —      | 6     |
| Bayern Múnich       | —       | 3       | —       | 2      | 5     |
| PSV Eindhoven       | —       | 2       | 2       | 2      | 6     |
| Feyenoord           | —       | 2       | 1       | —      | 3     |
| Milan               | —       | 2       | —       | 1      | 3     |
| Inter Milan         | —       | 2       | —       | —      | 2     |
| Santos              | —       | 2       | —       | —      | 2     |
| Anderlecht          | —       | 1       | 4       | —      | 5     |
| CSKA Sofia          | —       | 1       | 1       | 1      | 3     |
| Vasco da Gama       | —       | 1       | 1       | 1      | 3     |
| Rapid Viena         | —       | 1       | —       | 2      | 3     |
| San Lorenzo         | —       | 1       | —       | 2      | 3     |
| Tottenham Hotspur   | —       | 1       | 1       | —      | 2     |
| Schalke 04          | —       | 1       | —       | 1      | 2     |
| Arsenal             | —       | 1       | —       | —      | 1     |
| Atlético Madrid     | —       | 1       | —       | —      | 1     |
| Borussia Dortmund   | —       | 1       | —       | —      | 1     |
| Chacarita Juniors   | —       | 1       | —       | —      | 1     |
| Chapecoense         | —       | 1       | —       | —      | 1     |
| Dinamo Moscú        | —       | 1       | —       | —      | 1     |
| Eintracht Frankfurt | —       | 1       | —       | —      | 1     |
| Elche               | —       | 1       | —       | —      | 1     |
| Flamengo            | —       | 1       | —       | —      | 1     |
| Hamburgo            | —       | 1       | —       | —      | 1     |
| León                | —       | 1       | —       | —      | 1     |
| Marsella            | —       | 1       | —       | —      | 1     |
| Napoli              | —       | 1       | —       | —      | 1     |
| Parma               | —       | 1       | —       | —      | 1     |
| Rangers             | —       | 1       | —       | —      | 1     |
| Estrella Roja       | —       | 1       | —       | —      | 1     |
| Roma                | —       | 1       | —       | —      | 1     |
| Sochaux             | —       | 1       | —       | —      | 1     |
| Sporting CP         | —       | 1       | —       | —      | 1     |
| Steaua Bucurest     | —       | 1       | —       | —      | 1     |
| UNAM                | —       | 1       | —       | —      | 1     |
| Zaragoza            | —       | 1       | —       | —      | 1     |
| Como 1907           | —       | 1       | —       | —      | 1     |
| Athletic Club       | —       | —       | 2       | —      | 2     |
| Ajax                | —       | —       | 1       | 2      | 3     |
| Slovan Bratislava   | —       | —       | 1       | 1      | 2     |
| Burdeos             | —       | —       | 1       | —      | 1     |
| Budapest Honvéd     | —       | —       | 1       | —      | 1     |
| Deportivo Municipal | —       | —       | 1       | —      | 1     |
| Peñarol             | —       | —       | 1       | —      | 1     |
| River Plate         | —       | —       | 1       | —      | 1     |
| Spartak Trnava      | —       | —       | 1       | —      | 1     |
| Sparta Praga        | —       | —       | 1       | —      | 1     |
| Aston Villa         | —       | —       | —       | 1      | 1     |
| Botafogo            | —       | —       | —       | 1      | 1     |
| Brescia             | —       | —       | —       | 1      | 1     |
| Club Brujas         | —       | —       | —       | 1      | 1     |
| CSKA Moscú          | —       | —       | —       | 1      | 1     |
| Estudiantes (LP)    | —       | —       | —       | 1      | 1     |
| Hajduk Split        | —       | —       | —       | 1      | 1     |
| Ipswich Town        | —       | —       | —       | 1      | 1     |
| Nantes              | —       | —       | —       | 1      | 1     |
| Nottingham Forest   | —       | —       | —       | 1      | 1     |
| Spartak Moscú       | —       | —       | —       | 1      | 1     |
| Werder Bremen       | —       | —       | —       | 1      | 1     |
| Zürich              | —       | —       | —       | 1      | 1     |

### Femenino
| Equipo      | Campeón | Segundo | Total |
| ----------- | ------- | ------- | ----- |
| Barcelona   | 4       | —       | 4     |
| Juventus    | —       | 2       | 2     |
| Montpellier | —       | 1       | 1     |

## Estadísticas
- Mayores goleadas:
  -  Barcelona 9-1  Boca Juniors en 1984.
  -  Barcelona 8-0  Santos en 2013.
  -  Anderlecht 7-0  Nantes en 1966.

- Partidos con más goles:
  -  Barcelona 9-1  Boca Juniors en 1984 (10 goles).
  -  Barcelona 5-4  Athletic Club en 1968 (9 goles).
  -  Barcelona 8-0  Santos en 2013 (8 goles).

## Clasificación histórica
| Pos. | Equipo                       | Part. | PJ | PG | PE | PP | GF  | GC | Dif. | Puntos | Títulos |
| ---- | ---------------------------- | ----- | -- | -- | -- | -- | --- | -- | ---- | ------ | ------- |
| 1°   | F. C. Barcelona              | 56    | 87 | 67 | 10 | 10 | 220 | 83 | +137 | 156    | 44      |
| 2°   | F. C. Colonia                | 5     | 10 | 6  | 2  | 2  | 23  | 12 | +11  | 14     | 2       |
| 3°   | R. S. C. Anderlecht          | 5     | 10 | 4  | 1  | 5  | 24  | 17 | +7   | 10     | –       |
| 4°   | PSV Eindhoven                | 6     | 11 | 2  | 4  | 5  | 11  | 17 | -6   | 8      | –       |
| 5°   | Borussia Mönchengladbach     | 2     | 4  | 3  | 1  | 0  | 9   | 4  | +5   | 7      | 1       |
| 6°   | C. A. Boca Juniors           | 6     | 9  | 3  | 1  | 5  | 8   | 19 | -11  | 7      | –       |
| 7º   | Újpest F. C.                 | 2     | 4  | 2  | 1  | 1  | 9   | 5  | +4   | 5      | 1       |
| 8°   | S. C. Internacional          | 3     | 6  | 2  | 1  | 3  | 7   | 7  | 0    | 5      | 1       |
| 9°   | C. R. Vasco da Gama          | 3     | 6  | 2  | 1  | 3  | 6   | 9  | -3   | 5      | –       |
| 10°  | Valencia C. F.               | 1     | 2  | 2  | 0  | 0  | 6   | 1  | +5   | 4      | 1       |
| 11°  | C. D. Tenerife               | 1     | 2  | 2  | 0  | 0  | 6   | 2  | +4   | 4      | 1       |
| 12°  | R. K. V. Mechelen            | 1     | 2  | 2  | 0  | 0  | 5   | 2  | +3   | 4      | 1       |
| 13°  | F. C. Porto                  | 1     | 2  | 2  | 0  | 0  | 4   | 1  | +3   | 4      | 1       |
| 14°  | C. A. Chacarita Juniors      | 1     | 2  | 1  | 0  | 1  | 2   | 1  | +1   | 4      | –       |
| 15°  | Athletic Club                | 2     | 4  | 2  | 0  | 2  | 4   | 3  | +1   | 4      | –       |
| 16°  | U. C. Sampdoria              | 3     | 3  | 1  | 1  | 1  | 5   | 5  | 0    | 4      | 1       |
| 17°  | Manchester City F. C.        | 2     | 3  | 1  | 1  | 1  | 3   | 4  | -1   | 4      | 1       |
| 18°  | C. A. San Lorenzo de Almagro | 3     | 6  | 1  | 1  | 4  | 8   | 13 | -5   | 4      | –       |

 (Los datos mostrados en esta tabla no estan actualizados hasta la última edición del torneo, para más información https://www.fcbarcelona.es/es/ficha/1452570/trofeo-joan-gamper)

### Goleadores
| Posición | Jugador            | Club            | Goles |
| -------- | ------------------ | --------------- | ----- |
| 1        | Lionel Messi       | F. C. Barcelona | 9     |
| 2        | Juan Manuel Asensi | F. C. Barcelona | 7     |
| 2        | Txiki Begiristain  | F. C. Barcelona | 7     |
| 2        | Hristo Stoichkov   | F. C. Barcelona | 7     |
| 3        | Josep Maria Fusté  | F. C. Barcelona | 6     |
| 3        | Marcial Pina       | F. C. Barcelona | 6     |

Goles consecutivos
- Lionel Messi es el único jugador en la historia del Trofeo Joan Gamper que ha anotado en seis ediciones consecutivas (2013, 2014, 2015, 2016, 2017, 2018).[5]